# Cui Yuan
Cui Yuan (chinês: 崔瑗, pinyin: Cuī Yuán; 77–142 or 78–143 d.C.), em chinês Ziyu, foi um militar de baixo escalão, matemático, professor, notável calígrafo, poeta, e temporariamente fugitivo da Dinastia Han (202 BC–220 AD) na China. Ele é conhecido por suas muitas obras escritas, embora na vida política tenha se envolvido em intrigas judiciais que prejudicaram sua carreira.

## Vida
Cui Yuan nasceu no comando de Lecheng (renomeado Anping em 122) no que hoje é a moderna província de Hebei. Ele era o filho de Cui Yin, que morreu enquanto Yuan estava na adolescência. Após anos de estudo, ele se aventurou na capital Han em Luoyang quando tinha 18 anos. Lá ele estudou com Jia Kui e fez amizade com pessoas notáveis como o erudito e comentarista Ma Rong (79-166) e o prolífico inventor, matemático, cientista e oficial Zhang Heng (78-139). Cui ganhou fama como matemático com seu trabalho na reforma do calendário chinês e como acadêmico após seus comentários sobre o I Ching.